# Mesosauria
Os Mesossauros (Mesosauria) são uma ordem de répteis marinhos pré-históricos que viveram durante o período Permiano. Estão entre os répteis mais primitivos do planeta e são considerados os primeiros répteis a retornarem para a água depois de sua evolução em terra firme. O nome mesosauria significa "lagartos intermediários".